# 2018–2019-es négysánc-verseny
A 2018–2019-es négysánc-verseny, a 2018–2019-es síugró-világkupa részeként került megrendezésre, melyet hagyományosan Oberstdorfban, Garmisch-Partenkirchenben (Németország), valamint Innsbruckban és Bischofshofenben (Ausztria) tartottak 2018. december 29. és 2019. január 6. között.
A győztes a japán Kobajasi Rjójú lett, a német Markus Eisenbichler, valamint Stephan Leyhe előtt. Kobajasi a második japán lett Funaki Kazujosi után aki megnyerte a négysáncversenyt, valamint Sven Hannavald és Kamil Stoch után ő lett a harmadik síugró, aki a torna mind a négy állomásán győzedelmeskedni tudott.

## Lebonyolítás
| Forduló | Helyszín               | Dátum              | Típus     | Kezdés időpontja (CET) |
| ------- | ---------------------- | ------------------ | --------- | ---------------------- |
| 1       | Oberstdorf             | 2018. december 29. | Selejtező | 16:30                  |
| 1       | Oberstdorf             | 2018. december 30. | Verseny   | 16:30                  |
| 2       | Garmisch-Partenkirchen | 2018. december 31. | Selejtező | 14:00                  |
| 2       | Garmisch-Partenkirchen | 2019. január 1.    | Verseny   | 14:00                  |
| 3       | Innsbruck              | 2019. január 3.    | Selejtező | 14:00                  |
| 3       | Innsbruck              | 2019. január 4.    | Verseny   | 14:00                  |
| 4       | Bischofshofen          | 2019. január 5.    | Selejtező | 17:00                  |
| 4       | Bischofshofen          | 2019. január 6.    | Verseny   | 17:00                  |

## Eredmények

### Oberstdorf
Schattenbergschanze HS 137

2018. december 30.
| Helyezés | Név                 | 1. ugrás (m) | 2. ugrás (m) | Pontok |
| -------- | ------------------- | ------------ | ------------ | ------ |
| 1        | Kobajasi Rjójú      | 138.5        | 126.5        | 282.3  |
| 2        | Markus Eisenbichler | 133.0        | 129.0        | 281.9  |
| 3        | Stefan Kraft        | 131.0        | 134.5        | 280.5  |
| 4        | Andreas Stjernen    | 132.5        | 131.0        | 278.2  |
| 5        | Dawid Kubacki       | 128.5        | 133.5        | 269.8  |
| 6        | Piotr Żyła          | 133.0        | 126.5        | 268.3  |
| 7        | Robert Johansson    | 129.0        | 125.0        | 268.0  |
| 8        | Kamil Stoch         | 127.0        | 131.0        | 267.6  |
| 9        | Timi Zajc           | 127.0        | 125.5        | 266.0  |
| 10       | Daniel Huber        | 129.0        | 124.0        | 265.2  |

### Garmisch-Partenkirchen
Große Olympiaschanze HS 142

2019. január 1.
| Helyezés | Név                   | 1. ugrás (m) | 2. ugrás (m) | Pontok |
| -------- | --------------------- | ------------ | ------------ | ------ |
| 1        | Kobajasi Rjójú        | 136.5        | 133.0        | 266.6  |
| 2        | Markus Eisenbichler   | 138.0        | 135.0        | 264.7  |
| 3        | Dawid Kubacki         | 133.5        | 133.0        | 256.2  |
| 4        | Roman Koudelka        | 133.0        | 134.5        | 253.8  |
| 5        | Kobajasi Dzsunsiró    | 131.0        | 131.5        | 249.4  |
| 6        | Kamil Stoch           | 129.0        | 134.0        | 249.2  |
| 7        | Stephan Leyhe         | 128.0        | 135.0        | 249.0  |
| 8        | Timi Zajc             | 132.0        | 132.5        | 248.7  |
| 9        | Halvor Egner Granerud | 127.0        | 132.0        | 245.4  |
| 10       | Andreas Stjernen      | 129.5        | 134.0        | 245.3  |

### Innsbruck
Bergiselschanze HS 130

2019. január 4.
| Helyezés | Név              | 1. ugrás (m) | 2. ugrás (m) | Pontok |
| -------- | ---------------- | ------------ | ------------ | ------ |
| 1        | Kobajasi Rjójú   | 136.5        | 131.0        | 267.0  |
| 2        | Stefan Kraft     | 129.5        | 130.5        | 254.2  |
| 3        | Andreas Stjernen | 131.0        | 126.0        | 242.7  |
| 4        | Stephan Leyhe    | 129.0        | 127.5        | 239.1  |
| 5        | Kamil Stoch      | 126.5        | 131.0        | 234.1  |
| 6        | Yukiya Satō      | 129.0        | 123.5        | 231.4  |
| 7        | Killian Peier    | 127.0        | 123.0        | 230.6  |
| 8        | Richard Freitag  | 128.0        | 124.0        | 230.0  |
| 9        | Roman Koudelka   | 123.0        | 125.0        | 228.4  |
| 10       | Timi Zajc        | 130.0        | 119.5        | 226.6  |

### Bischofshofen
Paul-Ausserleitner-Schanze HS 142

2019. január 6.
| Helyezés | Név                   | 1. ugrás (m) | 2. ugrás (m) | Pontok |
| -------- | --------------------- | ------------ | ------------ | ------ |
| 1        | Kobajasi Rjójú        | 135.0        | 137.5        | 282.1  |
| 2        | Dawid Kubacki         | 138.0        | 130.0        | 268.3  |
| 3        | Stefan Kraft          | 134.0        | 131.5        | 267.5  |
| 4        | Stephan Leyhe         | 126.0        | 137.0        | 266.0  |
| 5        | Markus Eisenbichler   | 137.0        | 131.5        | 265.5  |
| 6        | Roman Koudelka        | 133.0        | 130.5        | 259.7  |
| 7        | Halvor Egner Granerud | 128.5        | 135.0        | 258.0  |
| 8        | Killian Peier         | 131.5        | 127.0        | 254.6  |
| 9        | Robert Johansson      | 132.0        | 126.5        | 253.3  |
| 10       | Karl Geiger           | 122.0        | 133.5        | 249.5  |

## Végeredmény
Összetett végeredmény
| Helyezés | Név                 | Oberstdorf | Garmisch- Partenkirchen | Innsbruck  | Bischofshofen | Pontok |
| -------- | ------------------- | ---------- | ----------------------- | ---------- | ------------- | ------ |
| 1        | Kobajasi Rjójú      | 282.3 (1)  | 266.6 (1)               | 267.0 (1)  | 282.1 (1)     | 1098.0 |
| 2        | Markus Eisenbichler | 281.9 (2)  | 264.7 (2)               | 223.8 (13) | 265.5 (5)     | 1035.9 |
| 3        | Stephan Leyhe       | 260.0 (13) | 249.0 (7)               | 239.1 (4)  | 266.0 (4)     | 1014.1 |
| 4        | Dawid Kubacki       | 269.8 (5)  | 256.2 (3)               | 216.5 (18) | 268.3 (2)     | 1010.8 |
| 5        | Roman Koudelka      | 264.4 (11) | 253.8 (4)               | 228.4 (9)  | 259.7 (6)     | 1006.3 |
| 6        | Kamil Stoch         | 267.6 (8)  | 249.2 (6)               | 234.1 (5)  | 243.1 (12)    | 994.0  |
| 7        | Andreas Stjernen    | 278.2 (4)  | 245.3 (10)              | 242.7 (3)  | 221.8 (25)    | 988.0  |
| 8        | Robert Johansson    | 268.0 (7)  | 235.8 (19)              | 226.1 (11) | 253.3 (9)     | 983.2  |
| 9        | Daniel Huber        | 265.2 (10) | 238.8 (15)              | 222.8 (14) | 243.6 (11)    | 970.4  |
| 10       | Killian Peier       | 241.2 (19) | 232.9 (23)              | 230.6 (7)  | 254.6 (8)     | 959.3  |